# Svartvallstjärnen
Svartvallstjärnen är en sjö i Hudiksvalls kommun i Hälsingland och ingår i Nianåns huvudavrinningsområde. Sjön är 8 meter djup, har en yta på 0,101 kvadratkilometer och befinner sig 269 meter över havet. Vid provfiske har abborre fångats i sjön.

## Delavrinningsområde
Svartvallstjärnen ingår i det delavrinningsområde (683819-154658) som SMHI kallar för Utloppet av Svartvallstjärnen. Medelhöjden är 298 meter över havet och ytan är 1,25 kvadratkilometer. Det finns inga avrinningsområden uppströms utan avrinningsområdet är högsta punkten. Vattendraget som avvattnar avrinningsområdet har biflödesordning 3, vilket innebär att vattnet flödar genom totalt 3 vattendrag innan det når havet efter 27 kilometer. Avrinningsområdet består mestadels av skog (81 procent). Avrinningsområdet har 0,1 kvadratkilometer vattenytor vilket ger det en sjöprocent på 7,9 procent.